# Косьцелечкі
Косьцелечкі (пол. Kościeleczki) — село в Польщі, у гміні Мальборк Мальборського повіту Поморського воєводства.
Населення — 448 осіб (2011).
У 1975-1998 роках село належало до Ельблонзького воєводства.

## Демографія
Демографічна структура станом на 31 березня 2011 року:
|          | Загалом | Допрацездатний вік | Працездатний вік | Постпрацездатний вік |
| -------- | ------- | ------------------ | ---------------- | -------------------- |
| Чоловіки | 230     | 53                 | 160              | 17                   |
| Жінки    | 218     | 53                 | 129              | 36                   |
| Разом    | 448     | 106                | 289              | 53                   |